# Mimosa costenya
Mimosa costenya là một loài thực vật có hoa trong họ Đậu. Loài này được McVaugh miêu tả khoa học đầu tiên.